# Muzej Plantin-Moretus
Muzej Plantin-Moretus je muzejski kompleks u Antwerpenu (Belgija) koji je posvećen slavnim tiskarima Christoffelu Plantijnu i Janu Moretusu, a sastoji se od njihove bivše kuće u kojoj je bila njihova tiskara Plantin Press, na Tržnici petka.

## Povijest
Christoffel Plantijn je osnovao tiskaru Plantijn Press u 16. stoljeću, a nakon njegove smrti njen rad je nastavio njegov zet, Jan Moretus.
God. 1876., Edward Moretus je prodao tiskaru gradu Antwerpenu, i već sljedeće godine posjetitelji su mogli vidjeti kako se živjelo i radilo u tiskari iz 16. stoljeća. Bio je to prvi muzej tiskarstva u svijetu. Muzej posjeduje izvanrednu kolekciju tipografskog materijala i dvije najstarije tiskarske preše s komplektnim setom njihovih boja i matrica. No u muzeju se nalazi i bogata knjižnica s ukrašenim interijerom i cjelokupnim arhivom poslovanja tiskare. 
Zbog njene povijesne važnosti i iznimne vrijednosti tiskara je upisana na UNESCOv popis mjesta svjetske baštine u Europi 2005. godine.

## Kolekcija
Knjižnica muzeja sadrži mnoge značajne tiskane knjige kao što su:
- Gutenbergova Biblija od 36 redaka (vjerojatno pretisak originala s 42 redka)
- Biblia Polyglotta, Biblija na pet jezika tiskana od 1568. do 1573.
- Theatrum Orbis Terrarum (Abraham Ortelius)
- Crydeboeck, rana knjiga o biljama (Rembert Dodoens)
- Thesaurus Teutoniae Linguae , zbirka njemačkog jezika
- Anatomija (Andreas Vesalius i Joannes Valverde)
- Knjiga o decimalnim brojevima (Simon Stevin)
- Slike i grafike Petera Paula Rubensa
- Humanističke studije i djela (Justus Lipsius)

## Vanjske poveznice
- Službena stranica muzeja Plantin-Moretus  Arhivirana inačica izvorne stranice od 26. svibnja 2009. (Wayback Machine)
- Fotografije iz muzeja

### Ostali projekti
|  | Zajednički poslužitelj ima još gradiva o temi Muzej Plantin-Moretus |